# Абалесса
Абалесса (араб. أبلسة‎) — город и коммуна в южной части Алжира, в вилайете Таманрассет. Административный центр и единственная коммуна в составе одноимённого округа.

## Географическое положение
Город находится на юге центральной части вилайета, на территории одного из оазисов центральной Сахары, на берегу вади Абалесса, на расстоянии приблизительно 1540 километров к юго-юго-востоку (SSE) от столицы страны Алжира. Абсолютная высота — 1020 метров над уровнем моря.

Коммуна Абалесса граничит с коммунами Ин-Амгель, Таманрассет, Ин-Геззам, Тин-Зауатин, Регган (вилайет Адрар) и Бордж-Баджи-Мохтар(вилайет Адрар). Её площадь составляет 74 563 км².

## Климат
Климат города характеризуется как аридный жаркий (BWh в классификации климатов Кёппена). Осадки в течение года практически отсутствуют (среднегодовое количество — 27 мм). Средняя годовая температура составляет 23,9 °C. Средняя температура самого холодного месяца (января) составляет 14 °С, самого жаркого месяца (июля) — 31,3 °С.

## Население
По данным официальной переписи 2008 года численность населения коммуны составляла 9163 человека. Доля мужского населения составляла 53,6 %, женского — соответственно 46,5 %. Уровень грамотности населения составлял 78,7 %. Уровень грамотности среди мужчин составлял 85,4 %, среди женщин — 70,8 %. 4,6 % жителей Абалессы имели высшее образование, 12,4 % — среднее образование.

## Транспорт
Через город проходит национальное шоссе N55A. Ближайший аэропорт расположен в городе Таманрассет.

## Достопримечательности
В городе расположена гробница, известная как мавзолей Тин-Хинан.